# Samuel Inkoom
Samuel Inkoom, né le 1er juin 1989 à Sékondi au Ghana, est un footballeur international ghanéen évoluant au poste d'arrière droit.

## Biographie

### En club
Né à Sékondi au Ghana, Samuel Inkoom commence sa carrière dans son pays natal, au Sekondi Hasaacas avant de jouer pour l'Asante Kotoko.
Il est repéré par plusieurs clubs européens et a finalement décide le 29 avril 2009 de signer au FC Bâle; Il signe un contrat de quatre ans valable jusqu'en juin 2013,.
Mécontent de sa situation au FK Dnipro, il signe au Sporting Club de Bastia le 31 janvier 2013, dans les dernières heures du mercato d'hiver dans le cadre d'un prêt avec option d'achat.

### En sélection
Il dispute la coupe du monde 2010 avec le Ghana.
Inkoom est retenu dans la liste du Ghana pour participer à la CAN 2012.

## Palmarès

### En club
- Asante Kotoko Kumasi
  - Vainqueur du Championnat du Ghana en 2008.
- FC Bâle
  - Vainqueur du Championnat de Suisse en 2010 et 2011.
  - Vainqueur de la Coupe de Suisse en 2010.

### En sélection
- Vainqueur de la Coupe du monde des moins de 20 ans en 2009.
- Finaliste de la Coupe d'Afrique des nations en 2010.

## Statistiques

### En club
| Saison                | Club                  | Championnat           | Championnat | Championnat | Coupe nationale | Coupe nationale | Coupe de la Ligue | Coupe de la Ligue | Compétition(s) continentale(s) | Compétition(s) continentale(s) | Compétition(s) continentale(s) | Ghana | Ghana | Total | Total |
| Saison                | Club                  | Division              | M.          | B.          | M.              | B.              | M.                | B.                | Comp.                          | M.                             | B.                             | M.    | B.    | M.    | B.    |
| 2006-2007             | Sekondi Hasaacas      | 1                     | -           | -           | -               | -               | -                 | -                 | -                              | -                              | -                              | -     | -     | 0     | 0     |
| Sous-total            | Sous-total            | Sous-total            | -           | -           | -               | -               | -                 | -                 | -                              | -                              | -                              | -     | -     | 0     | 0     |
| 2007-2008             | Asante Kotoko Kumasi  | 1                     | -           | -           | -               | -               | -                 | -                 | CAF                            | 3                              | 0                              | -     | -     | 3     | 0     |
| 2008-2009             | Asante Kotoko Kumasi  | 1                     | -           | -           | -               | -               | -                 | -                 | -                              | -                              | -                              | 4     | 0     | 4     | 0     |
| Sous-total            | Sous-total            | Sous-total            | -           | -           | -               | -               | -                 | -                 | -                              | 3                              | 0                              | 4     | 0     | 7     | 0     |
| 2009-2010             | FC Bâle               | 1                     | 27          | 0           | 2               | 0               | -                 | -                 | C3                             | 9                              | 0                              | 13    | 0     | 51    | 0     |
| 2010-2011             | FC Bâle               | 1                     | 16          | 1           | 1               | 0               | -                 | -                 | C1                             | 10                             | 1                              | 3     | 0     | 30    | 2     |
| Sous-total            | Sous-total            | Sous-total            | 43          | 1           | 3               | 0               | -                 | -                 | -                              | 19                             | 1                              | 16    | 0     | 81    | 2     |
| 2010-2011             | FK Dnipro             | 1                     | 11          | 0           | -               | -               | -                 | -                 | -                              | -                              | -                              | 3     | 0     | 14    | 0     |
| 2011-2012             | FK Dnipro             | 1                     | 16          | 0           | 1               | 0               | -                 | -                 | C3                             | 1                              | 0                              | 14    | 0     | 32    | 0     |
| 2012-2013             | FK Dnipro             | 1                     | -           | -           | 1               | 0               | -                 | -                 | -                              | -                              | -                              | 2     | 0     | 3     | 0     |
| Sous-total            | Sous-total            | Sous-total            | 27          | 0           | 2               | 0               | -                 | -                 | -                              | 1                              | 0                              | 19    | 0     | 49    | 0     |
| 2012-2013             | SC Bastia             | 1                     | 4           | 0           | -               | -               | -                 | -                 | -                              | -                              | -                              | 0     | 0     | 4     | 0     |
| Sous-total            | Sous-total            | Sous-total            | 4           | 0           | -               | -               | -                 | -                 | -                              | -                              | -                              | 0     | 0     | 4     | 0     |
| Total sur la carrière | Total sur la carrière | Total sur la carrière | 74          | 0           | 8               | 0               | 0                 | 0                 | -                              | 23                             | 1                              | 39    | 0     | 144   | 1     |